# 벨로우소프-자보틴스키 반응

벨로우소프-자보틴스키 반응의 컴퓨터 시뮬레이션

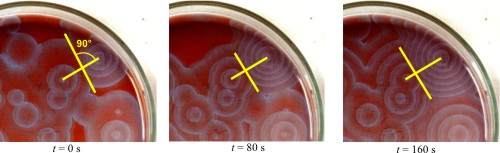
페트리 접시에 나타난 무늬

벨로우소프-자보틴스키 반응(Belousov-Zhabotinsky reaction), 혹은 BZ 반응은 비평형 열역학의 고전적인 예로서 작용하는 일련의 반응 중 하나로, 비선형계 화학 오실레이터가 확립된다. 이들 오실레이터에서 유일하게 공통적인 요소는 브로민 및 산 함유다. 화학 반응이 평형 열역학적 행동에 의해 지배될 필요는 없다는 것을 보여준다는 점에서 이론 화학에 있어서 그 반응은 큰 의의가 있다. 이러한 반응은 평형과는 거리가 멀고 상당 기간 동안 그렇게 유지되며 무질서하게 변화한다. 이러한 의미에서, 그들은 비평형 생물학적 현상의 흥미로운 화학적 모델을 제공한다. 이와 같이 벨로우소프-자보틴스키 반응 자체의 수학적 모델과 시뮬레이션은 이론적 관심사로서 현상에 의해 소음유발 순서로 나타난다.
벨로우소프-자보틴스키 반응의 필수적인 측면은 소위 민감하다. 자극에 의해, 패턴은 완전히 정지된 매체로 병화한다. 트리스(비피리딘)루테늄(Ruthenium)II 염화물)을 이용한 브릭스-라우셔 반응, 벨로우소프-자보틴스키 반응 등의 시계 반응도 있다.II) 촉매로서의 염화물은 빛의 영향을 통해 자기조직화로 민감해질 수 있다.

## 같이 보기
- 산일
- 자기조직화
- 앨런 튜링